# Parada de la Sierra (La Gudiña)
Parada de la Sierra (llamada oficialmente San Lucas de Parada da Serra) es una parroquia y un lugar del municipio español de La Gudiña, en la provincia de Orense, Galicia.

## Toponimia
La parroquia también es conocida por el nombre de San Lucas de Parada de la Sierra.

## Organización territorial
La parroquia está formada por dos entidades de población:
- Parada da Serra
- A Venda da Capela

## Demografía

### Parroquia
| Gráfica de evolución demográfica de Parada de la Sierra (parroquia) entre 2000 y 2022 |
|                                                                                       |
| Datos según el nomenclátor publicado por el INE.                                      |

### Lugar
| Gráfica de evolución demográfica de Parada da Serra (lugar) entre 2000 y 2022 |
|                                                                               |
| Datos según el nomenclátor publicado por el INE.                              |

## Patrimonio
Junto a Parada, al pie de la cueva de Choias, apareció en 1921 el tesoro de Urdiñeira, fechado a finales de la Edad del Bronce. Se compone de un brazalete y pulsera de oro, junto con un botón de cobre. Fue encontrado por la pegureira Xosefa Gago Fernández, y el cura de Parada lo vendió al coleccionista Ricardo Blanco-Cicerón a través de Cándido Cid Rodríguez, procurador de la diócesis de Orense. El botón quedó en el Museo Arqueológico de Orense, y las dos piezas de oro fueron compradas por Álvaro Gil Varela, y finalmente por el Museo Provincial de Lugo.
Las piezas de oro fueron realizadas con la técnica de la cera perdida, y están adornadas con figuras geométricas. El botón, según López Cuevillas, podría interpretarse como un disco solar.